# كريدينس كليرووتر رفايفل
كريدينس كليروتر ريفيال (بالإنجليزية: Creedence Clearwater Revival)‏ والتي تختصر كريدينس (Creedence) أو يرمز سي سي آر (CCR)، هي فرقة غنائية أمريكية أسطورية ظهرت في أواخر عقد 1960م واستمر نشاطها حتى سنة 1972م، وتميزوا بأداء أغنية من نوع روك أند رول.